# Nikolaus von Amsdorf

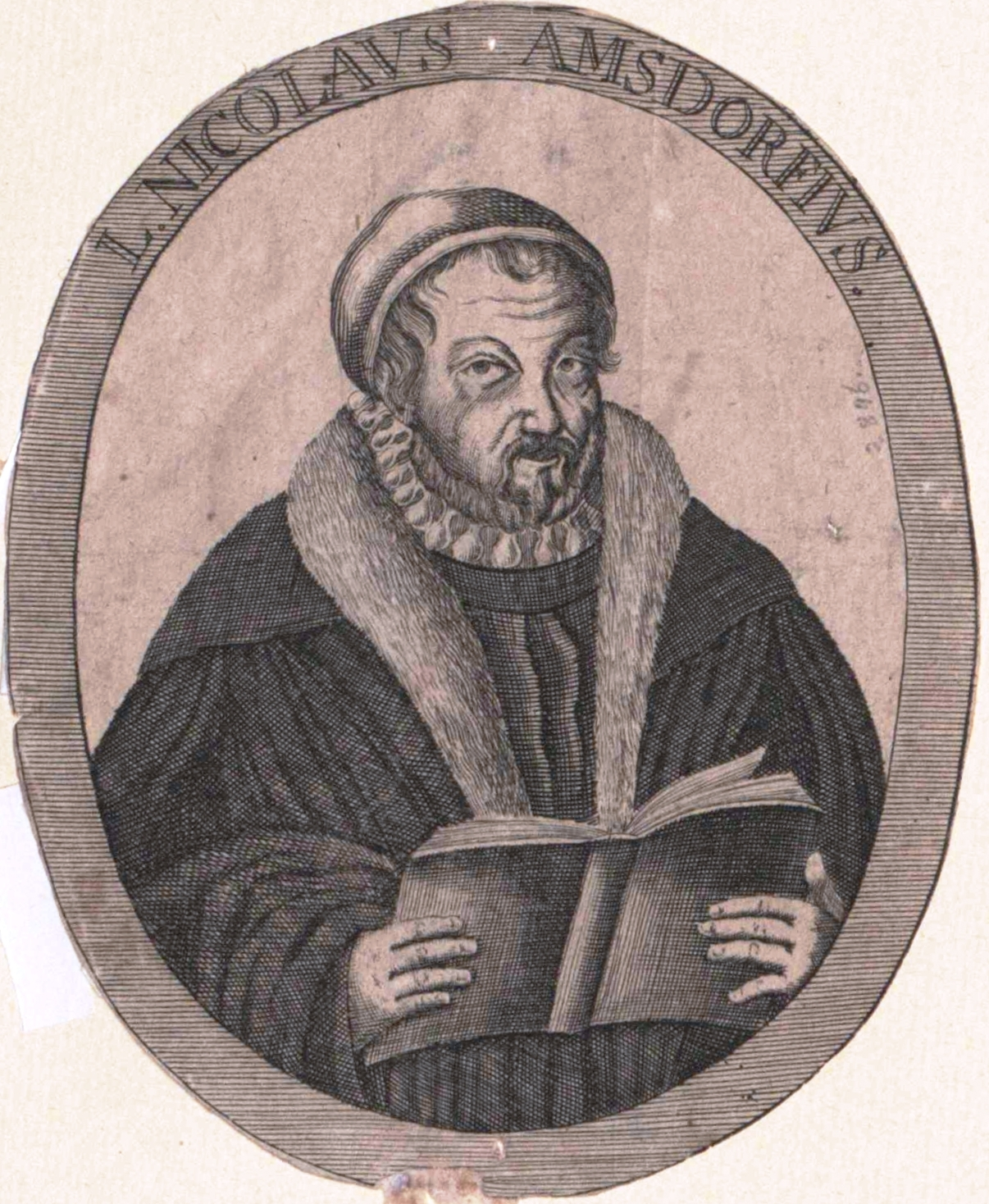
Nikolaus von Amsdorf

Nikolaus von Amsdorf, född 3 december 1483 i Torgau, död 14 maj 1565 i Eisenach, var en tysk reformator och biskop, en av Martin Luthers närmaste män. Han var systerson till Johann von Staupitz.

## Biografi
Nikolaus von Amsdorf studerade i Wittenberg, där han 1508 blev canonicus och 1511 professor i teologi. 1517 slöt han sig till Luther och var 1519 närvarande vid disputationen i Leipzig samt bevistade 1521 riksdagen i Worms. 1524 blev han på Luthers förord superintendent i Magdeburg, där han reformerade kyrko- och skolväsendet, och 1542 biskop i Naumburg an der Saale. Därifrån blev han dock 1547 fördriven av kejsaren och måste fly till Magdeburg. 1552 blev han superintendent i Eisenach. Nikolaus von Amsdorf var en mycket nitisk kämpe för reformationens sak och sökte efter Luthers död hävda alla hans åsikter och föreskrifter som han uppfattade dem. Med Georg Major deltog han i den så kallade majoristiska striden, om frågan om handlingens nödvändighet för saligheten, där han mot Major hävdade att gärningar var skadliga och att lagen endast legitimerades av att den ledde till bot; i detta har han uppfattats som företrädare för en strömning som hävdar dogmen om tron allena till sin ytterlighet. Anhängare till denna teori kallades amsdorfianer. Han utgav Luthers skrifter (1555–59).